# ファビオ・アルミリアート
ファビオ・アルミリアート（Fabio Armiliato, 1956年8月17日 - ）は、イタリアのテノール歌手。
ジェノヴァの生まれ。地元のニコロ・パガニーニ音楽院を卒業後、1984年にサヴィニョーネでジュゼッペ・ヴェルディの《シモン・ボッカネグラ》の上演にガブリエーレ・アドルノ役で参加してデビューを飾った。1986年にはレッチェのティト・スキーパ国際声楽コンクールで優勝してからイタリア内外の歌劇場から招かれるようになった。1993年にはメトロポリタン歌劇場におけるヴェルディの《イル・トロヴァトーレ》に出演して世界的な名声を確立。2000年以後、細君でソプラノ歌手のダニエラ・デッシーとしばしば共演を行った。